# Prant de Sorath

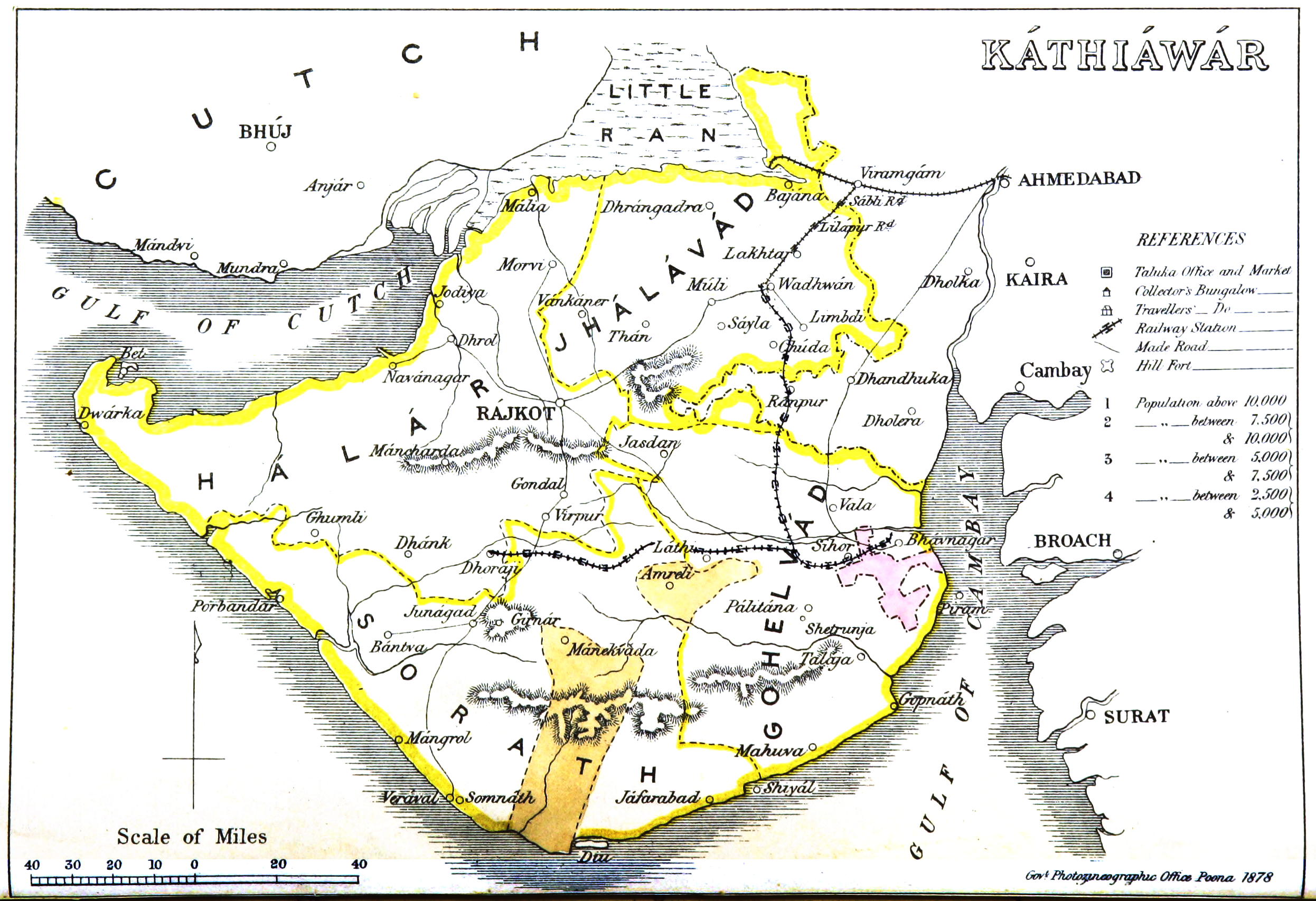
Mapa de Kathiawar amb les seves quatre regions: Halar, Jhalawad, Sorath i Gohelwad.

El prant de Sorath fou una de les quatre subdivisions de l'agència de Kathiawar, a la presidència de Bombai. Estava situada a la part sud-occidental de la península de Kathiawar. La superfície era de 5.217 km² i la població el 1901 era de 677.987 habitants.
Incloïa diversos principats, que eren:
- Junagarh
- Porbandar
- Jafarabad
- Bantva Manavadar
- Jetpur
- Bantva (Gidad)
- Dedan
- Vasavad
- Bagasra
- Kuba
- Vinchhavad Charkha
- Dahida
- Dholarva
- Gadhia
- Garmali Moti
- Garmali Nani
- Gigasaran
- Halaria
- Jamka
- Kaner
- Kathrota
- Khijadia Najani
- Lakhapadar
- Manavav
- Monvel
- Silana
- Vaghvadi
- Vekaria